# Шарл-Фердинан Рамю
Шарл-Фердинан Рамю (на немски: Charles-Ferdinand Ramuz) е швейцарски писател, поет, романист и есеист, един от най-значими представители на швейцарската литература на френски език.

## Биография
Шарл-Фердинан Рамю е роден в Лозана в семейството на търговец на хранителни стоки и вино. След като учи в Класическия колеж, завършва гимназия и през 1896 г. се записва да следва във философския факултет на Лозанския университет. Решението да стане поет взима по време на шестмесечния си престой в Карлсруе.
През 1900 г. заминава в Париж, за да продължи следването си. През 1904 г. отива отново в Париж, за да разработи докторска теза върху френския писател Морис дьо Герен. Но се отказва от намерението си и развива дейност във френската столица като поет. Живее в Париж от 1903 до 1914 г., като междувременно се запознава с Андре Жид. След това заедно с новосъздаденото си семейство се завръща в Лозана.
Рамю публикува многобройни литературни произведения и получава редица награди за творчеството си. По негов текст композиторът Игор Стравински създава през 1917 г. балета „История на войника“ („L'Histoire du soldat“). Романът на Рамю „Дерборанс“ („Derborence“) (1934), основан върху събитията от срутване в планината през 1714 г., е екранизиран под същото заглавие през 1985 г.

## Признание
Шарл-Фердинан Рамю е честван като швейцарски национален поет. Получава множество литературни отличия, между които:
- 1920: „Награда на Швейцарска Фондация „Шилер““
- 1927: „Награда Готфрид Келер“
- 1936: „Голяма Шилерова награда“

В памет на поета Фондация „Шарл-Фердинан Рамю“ учредява през 1955 г. „Голяма награда Ш. Ф. Рамю“.
През 1997 г. ликът на Рамю е изобразен върху швейцарска двестафранкова банкнота.